# Priboi, Pernik
Priboi (în bulgară Прибой) este un sat în comuna Radomir, regiunea Pernik,  Bulgaria. 

## Demografie
Componența etnică a satului Priboi
     Bulgari (98,59%)
     Nicio identificare (1,4%)
     Altele (0%)
La recensământul din 2011, populația satului Priboi era de 213 locuitori. Din punct de vedere etnic, majoritatea locuitorilor (98,59%) erau bulgari. Pentru 1,4% din locuitori nu este cunoscută apartenența etnică.